# Чистоводное (Одесская область)
Чистоводное (укр. Чистоводне) — село, относится к Белгород-Днестровскому району Одесской области Украины.
Население по переписи 2001 года составляло 728 человек. Почтовый индекс — 67720. Телефонный код — 4849. Занимает площадь 1,09 км².

## История
В 1945 г. Указом ПВС УССР село Суюндук переименовано в Чистоводное.

## Местный совет
67720, Одесская обл., Белгород-Днестровский р-н, с. Владимировка, ул. Ленина, 104